# Felix Bloch
Felix Bloch (1905. október 23. – 1983. szeptember 10.) svájci fizikus, aki kivándorlása után főként az Amerikai Egyesült Államokban dolgozott. 1952-ben Edward Mills Purcellel megosztott fizikai Nobel-díjat kapott a mágneses magrezonancia felfedezéséért folyadékokban és szilárd anyagokban.

## Élete és munkássága
A svájci Zürichben született, a zsidó származású Gustav Bloch és Agnes Mayer gyermekeként. Tanulmányait itt kezdte, majd a Zürichi Műszaki Egyetemen folytatta. Kezdetben mérnöknek tanult, de hamarosan átváltott a fizika tanulmányozására. Zürichben folytatott tanulmányai során az ETH-ban Peter Debye és Hermann Weyl, a szomszédos Zürichi Egyetemen pedig Erwin Schrödinger előadásain és gyakorlatain vett részt. Ezeken az előadásokon egyik hallgatótársa Neumann János volt.
1927-ben szerzett diplomát, majd fizikai tanulmányait a Lipcsei Egyetemen folytatta Werner Heisenberg irányításával, ahol 1928-ban megszerezte doktorátusát. A továbbiakban megmaradt az európai akadémiai körökben, Zürichben Wolfgang Paulival, Koppenhágában Niels Bohrral, Rómában Enrico Fermivel dolgozott, majd visszatért Lipcsébe, ahol magántanárként alkalmazták.
1933-ban, közvetlenül Hitler hatalomra kerülése után elhagyta Németországot, az Amerikai Egyesült Államokba emigrált. 1934-ben a Stanford Egyetemen kezdett dolgozni, ahol ő lett az elméleti fizika első professzora. 1939-ben megkapta az Amerikai Egyesült Államok állampolgárságát.
A második világháború alatt a Los Alamos National Laboratoryban atomenergiával kapcsolatos kutatásokat végzett, majd innen visszavonult és a Harvard Egyetem radarprojektjébe kapcsolódott.
A háború után a nukleáris indukció és a mágneses magrezonancia kutatására koncentrált, melyek a mágnesesrezonancia-képalkotás (MRI) alapjait képezik. 1946-ban kidolgozta a Bloch-egyenleteket, melyek az atommagok magnetizációjának időbeli lefolyását írják le. 1952-ben Edward Mills Purcell-lel együtt megkapták a fizikai Nobel-díjat „új utak és módszerek a nukleáris mágneses precíziós mérésekben” című munkájukért. 1954–1955 között egy évig a CERN első igazgatója volt. 1961-ben a Stanford Egyetem Max Stein professzora lett.

## Fordítás
- Ez a szócikk részben vagy egészben a Felix Bloch című angol Wikipédia-szócikk ezen változatának fordításán alapul.  Az eredeti cikk szerkesztőit annak laptörténete sorolja fel. Ez a jelzés csupán a megfogalmazás eredetét és a szerzői jogokat jelzi, nem szolgál a cikkben szereplő információk forrásmegjelöléseként.